# Scalmatica malacista
Scalmatica malacista är en fjärilsart som beskrevs av Edward Meyrick 1924. Scalmatica malacista ingår i släktet Scalmatica och familjen äkta malar. Inga underarter finns listade.